# Ophrestia antsingyensis
Ophrestia antsingyensis är en ärtväxtart som beskrevs av Du Puy och Jean-Noël Labat. Ophrestia antsingyensis ingår i släktet Ophrestia och familjen ärtväxter. Inga underarter finns listade i Catalogue of Life.